# 游击战 (书)

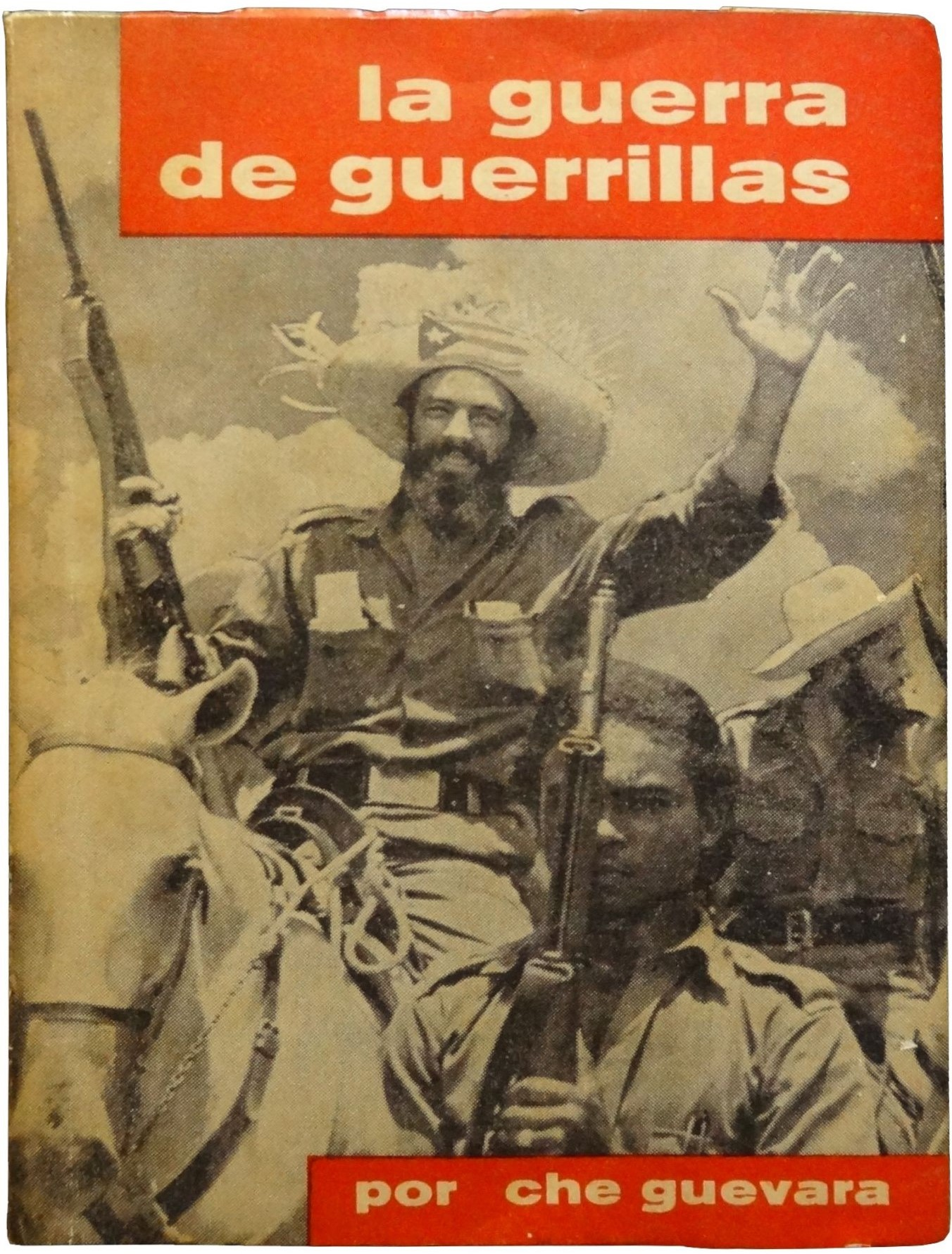
《游击战》1961年初版封面，封面人物为古巴革命领导人之一卡米洛·西恩富戈斯。

《游击战》（西班牙語：La Guerra de Guerrillas）是国际共产主义革命家切·格瓦拉撰写的军事手册。该书在古巴革命胜利后的1961年出版，成为世界各地数千名游击战士的重要参考文献。该书介绍了格瓦拉在古巴革命期间作为游击战士的个人经验，并为那些在自己国家开展游击战的读者提供了普遍性的指导。
该书指出游击战的理由、前提条件和经验教训。进行游击战的主要原因是在一个国家所有和平和合法的补救措施都已用尽。开展游击战的最重要前提是民众对游击队的支持。格瓦拉认为，古巴革命的成功提供了3个经验：人民武装可以战胜正规军；游击队可以创造自己的有利条件，无需等待理想条件的形成；在美洲不发达地区，游击队的基本活动场所是乡村。
该书提出的军事理论后来被称作“格瓦拉主义”或“焦点主义”。